# Simply Red
Simply Red é uma banda inglesa, de Manchester, liderada pelo cantor e compositor Mick Hucknall. Ao longo de 40 anos de carreira, o grupo de soul-pop britânico lançou sucessos como "Holding Back the Years", "Come to My Aid", "Stars", "For Your Babies", "Fairground" e regravando o sucesso dos anos 1970, "If You Don't Know Me By Now", entre outros vendendo mais 170 milhões de cópias em todo o mundo.

## História
Em 1976, o estudante de arte de Manchester, Mick Hucknall era um dos poucos fãs de música jovens presentes, juntamente com Mark E. Smith, do The Fall, bem como membros originais das bandas Joy Division, The Smiths e Buzzcocks. A primeira encarnação da banda foi um grupo de punk rock chamado The Frantic Elevators, cujos sete anos de execução produziu poucas coisas por selos locais e terminou em 1984 após a aclamação da crítica por seu último single, "Holding Back the Years".
Após o desaparecimento da Frantic Elevators, Hucknall e Rashman montaram uma banda de músicos locais.
Através de Elliot Rashman, empresário e amigo de Hucknall, conseguem um contrato com a gravadora Elektra Records em 1985.
O grupo adotou o nome "Red" (após o apelido de Hucknall, denotando a sua cor de cabelo), mas, em seguida, Hucknall decidiu que soaria melhor com a adição da palavra "Simply".
O começo do Simply Red consistia com Mick Hucknall (vocais), David Fryman (guitarra), Tony Bowers (baixo), Fritz McIntyre (teclado e vocal), Tim Kellett (metais e backing vocals) e Chris Joyce (bateria) . Bowers e Joyce haviam sido membros das bandas pós-punk The Durutti Column e The Mothmen; Kellett também tinha sido um membro de The Durutti Column, embora não ao mesmo tempo que Bowers e Joyce.
No mesmo ano lançam o compacto de estreia, Money's Too Tight (to Mention), 13º lugar no Reino Unido e o primeiro álbum, Picture Book. Mas, o grande êxito acontece somente um ano depois com lançamento de "Holding back the Years" nos Estados Unidos, que alcançou o topo da Billboard. Nesse período fizeram uma apresentação no Festival de Jazz de Montreux de 1986.
Lançado em 1987, Men and Women não fez o mesmo sucesso do primeiro álbum apesar de alcançar 2º lugar em território britânico. Logo em seguida começam as mudanças na formação do grupo que passou a ser constante. A primeira substituição foi Aziz Ibrahim, futuro membro do The Stone Roses, no lugar de Sylvan Richardson para a turnê de divulgação desse disco que teve no roteiro uma apresentação pela primeira vez no Brasil no Festival Hollywood Rock de 1988.
A New Flame de 1989 foi o primeiro trabalho da banda a ser número um no Reino Unido, devido em grande parte a canção "If You Don't Know Me By Now" que alcançou o lugar mais alto da Billboard e rendeu um prêmio Grammy de melhor Rhythm and Blues para a grupo em 1990. Antes da produção do disco houve nova mudança no posto de guitarrista que passou a ser do brasileiro Heitor Teixeira Pereira.
Com o lançamento de Stars em Setembro de 1991, um álbum com todas as composições originais, o Simply Red alcançou seu maior sucesso comercial, vendendo mais de nove milhões de cópias e recebendo vários prêmios como melhor álbum do BRIT Awards e World Music Awards. Na gravação das músicas, Chris Joyce e Tony Bowers são substituídos pelo japonês Gota Yashiki e Shaun Ward, respectivamente; além disso, o saxofonista Ian Kirkham, que vinha participando dos trabalhos do grupo desde o segundo disco, passa a ser membro oficial. A banda aproveitou a oportunidade para começar uma grande turnê mundial que tem como destaques uma apresentação em 1992 no Festival de Jazz de Montreux, um concerto em Hamburgo registrado no vídeo A Starry Night With Simply Red e mais uma atuação no Brasil no Festival Hollywood Rock em 1993.
Com mais uma baixa, a de Kellett, o Simply Red, oficialmente, era Hucknall, McIntyre, Kirkham e Heitor T.P. para a gravação de Life de 1995. Para suprir os músicos, houve a participação de artistas importantes como Sly Dunbar, Robert Shakespeare e Bootsy Collins. O álbum foi bem-sucedido no Reino Unido, junto com a faixa Fairground, primeiro single número um naquele país insular. No final da LifeTour, McIntyre e Heitor T.P. deixam a banda, que passa a funcionar como uma carreira solo de Mick Hucknall.  Prova disso, foi a participação do grupo americano Fugees na regravação de Angel de Aretha Franklin para a coletânea Greatest Hits lançada em 1996.	
Em 1998, o japonês Gota estava de volta para produzir o próximo álbum de estúdio, Blue, com co-produtores Andy Right e Hucknall formando, assim, o trio AGM.  Nesse período o Simply Red fez poucas apresentações ao vivo. No ano seguinte, lançam Love and the Russian Winter, último trabalho pela gravadora East West Records.
Para gerenciar as gravações, turnês e outros trabalhos da banda, Hucknall e seus empresários, Andy Dodd e Ian Grenfell, criaram a marca simplyred.com em 2002. O primeiro álbum desse selo foi Home, lançado no ano subseqüente, que não recebeu boas críticas, mas tornou-se o álbum independente mais vendido da história.  Continuando as gravações, lançam Simplified em 2005, álbum com versões acústicas e influências latinas dos seus maiores sucessos, que voltou a fazer as pazes com a crítica.
Em 2007 chega ao mercado o álbum Stay, considerado uns dos melhores trabalhos do grupo devido a experiência de Hucknall e sua postura em fazer canções fortes. Naquele mesmo ano, o líder do Simply Red anuncia que esse seria o último trabalho de inéditas.
Em 2009, o grupo anunciou que sua próxima turnê seria a de despedida ("Farewell, The Final Tour") e em 19 de Dezembro de 2010, fez o último show da turnê que foi realizado na O2 Arena em Londres, Inglaterra.
Em 2015, para celebrar o 30º aniversário da edição do primeiro álbum, divulgam datas de shows na Europa/USA http://www.simplyred.com/tour-dates/ ,e anunciam o lançamento  de um novo álbum de originais, o 11º na carreira, Big Love, que saiu para as lojas a 1 de Junho, tendo Shine On, como single de apresentação.
O segundo single foi The Ghost of Love. Big Love voltou a colocar os Simply Red entre os mais vendidos em Inglaterra, chegando ao TOP4.
Em agosto de 2019, após um hiato de 4 anos, o Simply Red lança o single "Thinking of you" nas plataformas digitais e em novembro é lançado "Blue Eyed Soul", o décimo segundo álbum da carreira.

## Discografia
- Picture Book (1985)
- Men and Women (1987)
- A New Flame (1989)
- Stars (1991)
- Life (1995)
- Blue (1998)
- Love and the Russian Winter (1999)
- Home (2003)
- Simplified (2005)
- Stay (2007)
- Big Love (2015)
- Blue Eyed Soul (2019)
- Time (2023)